# Fieberiella pallida
Fieberiella pallida är en insektsart som beskrevs av Melichar 1896. Fieberiella pallida ingår i släktet Fieberiella och familjen dvärgstritar. Inga underarter finns listade i Catalogue of Life.